# 银盆岭大桥

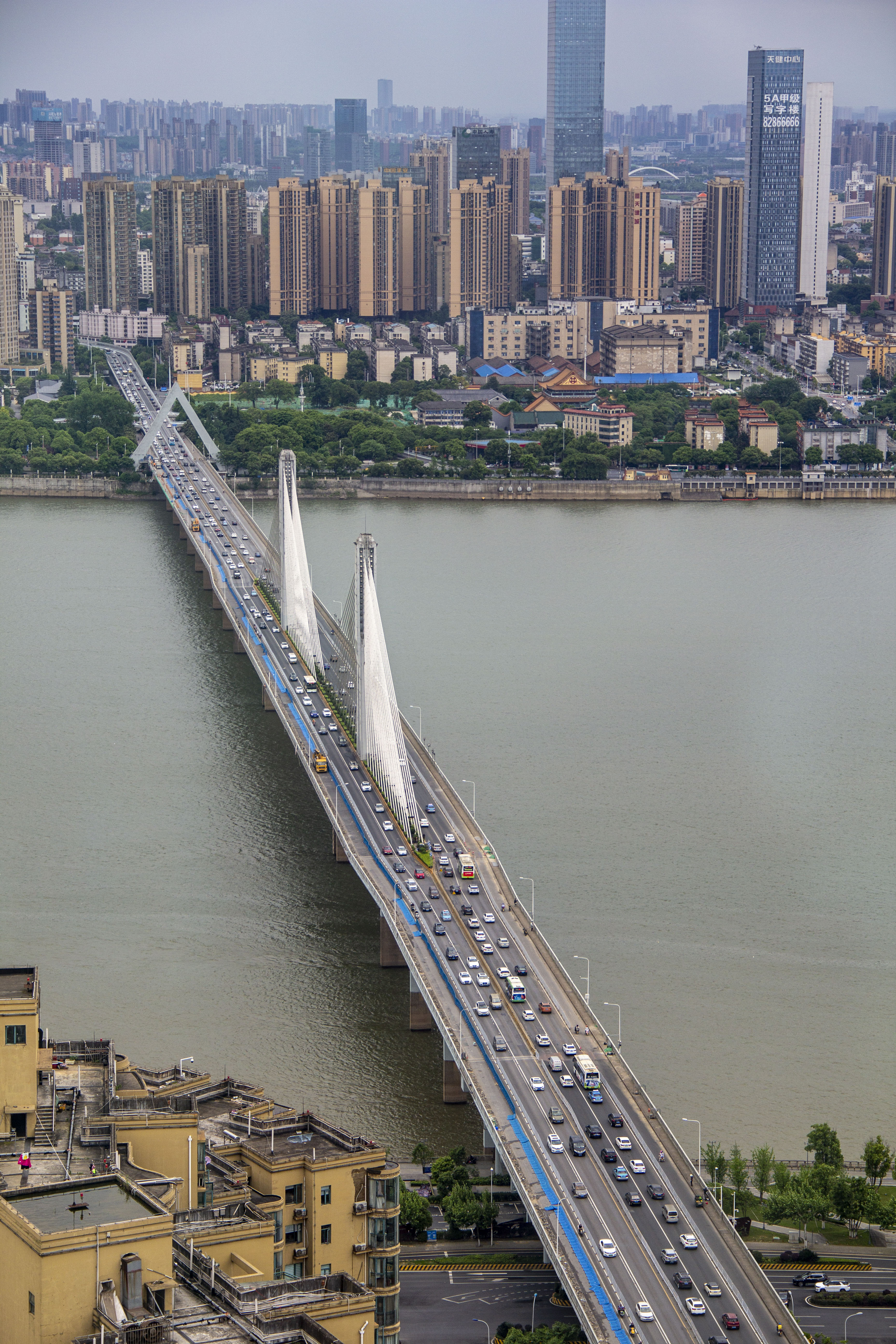
银盆岭大桥 俯视

银盆岭大桥，又称长沙湘江二桥、长沙湘江北大桥，为双塔单索面预应力混凝土斜拉桥，位于湖南省长沙市城北，长沙湘江一桥之湘江下游，东起伍家岭，西至银盆岭，主桥总长为1025米，全长3616米，分4车道。该桥于1991年1月30日正式建成通车，为长沙第二座建成的过江桥梁。共有桥墩159个，总投资1.45亿元，建成之初为中国跨度最大的双塔单索面斜拉桥。
北大桥的主桥桥宽为25米，4个3.75米的机动车道、2个3.5米非机动车道，两侧人行道1.5米。斜拉桥的主梁为三室闭合箱梁，梁高3.4米，箱梁底宽15米，上缘用4.9米长的悬臂挑出，总宽度30.1米，采用全断面一次总体式悬浇施工。桥塔高53.72米，采用倒Y型（顺桥向）独柱结构，塔柱上部锚固段为H型截面，高31.3米，下部塔腿为矩形截面，高22.42米，截面尺寸为2.6米（顺桥向）乘3.5米（横桥向），两腿与双壁塔墩通过横梁刚性连接。塔墩基础采用14根直径为2米的钻孔灌注桩，用双壁钢围堰施工。